# (353189) Iasos
Pour les articles homonymes, voir Iasos.
(353189) Iasos, désignation internationale (353189) Iasus, est un astéroïde troyen jovien.

## Description
(353189) Iasos est un astéroïde troyen jovien, camp grec, c'est-à-dire situé au point de Lagrange L4 du système Soleil-Jupiter. Il présente une orbite caractérisée par un demi-grand axe de 5,230 UA, une excentricité de 0,159 et une inclinaison de 14,7° par rapport à l'écliptique.
Il est nommé en référence au personnage de la mythologie grecque Iasos (fils de Sphélos), acteur du conflit légendaire de la guerre de Troie.

## Compléments